# Ababuj
Ababuj è un comune spagnolo di 76 abitanti situato nella comunità autonoma dell'Aragona.
Il comune si trova a circa 40 km da Teruel, a cavallo tra i comuni di Gúdar e El Pobo.